# Turcsok
Turcsok (szlovákul: Turčok) község Szlovákiában, a Besztercebányai kerületben, a Nagyrőcei járásban.

## Fekvése
Nagyrőcétől 9 km-re délkeletre, a Turóc-patak völgyében található.

## Története
A település a 14. század közepén a vlach jog alapján keletkezett, első írásos említése 1427-ben „Chirkeuagasa” alakban történt. A rákosi váruradalom része volt, 1567-ig a Bebek család birtoka. 1555-ben a török az egész falut elpusztította és csak 1612-ben telepítették be újra. A 17. században a Csáky család birtoka, akik a Sturman családnak adták zálogba. 1740-ben „Thwrczok”, 1773-ban „Turczok” néven szerepel a korabeli forrásokban. A 18. században határában vasércet bányásztak. Lakói állattartással, favágással, bányászattal foglalkoztak.
A 18. század végén Vályi András így ír róla: „TURCSOK. Tót falu Gömör Várm. földe Ura Sturmman Uraság, lakosai többfélék, fekszik Rákoshoz közel, mellynek filiája; határja hegyes, néhol sovány, legelője, fája elég van, piatza közel; lakosai szénégetők, és hévérek.”
1828-ban 97 házában 819 lakos élt.
A 19. század közepén Fényes Elek eképpen írja le: „Turcsok, tót falu, Gömör és Kis-Honth egyesült vmegyében, Zeleznik hegyétől északra: 48 kath., 801 evang. lak. Evang. szentegyház. Gazdag vasbányák. A földek fordulóra nincsenek osztva, hanem mindenki a magáét szabadon használja. F. u. a Sturmann nemzetségbeliek. Ut. post. Rimaszombat.”
Turcsokhoz további két településrész tartozik: Kríž és Železník, melyek bányásztelepként keletkeztek a 19. század végén.
Borovszky Samu monográfiasorozatának Gömör-Kishont vármegyét tárgyaló része szerint: „Turcsok, a Vashegy alatt fekvő tót kisközség, 114 házzal és 678 ág. ev. vallású lakossal. Legrégibb földesurai a Csákyak voltak, azután a Sturman és Czékus család szereztek itt részeket. Most hisnyai Heinzelmann Alfrédnak és a rimamurány-salgótarjáni vasmű r.-t.-nak van itt nagyobb birtoka és bányája s a m. kir. kincstárnak bányaüzem-vezetősége. Az ág. ev. templom 1745-ben épült. A község postája Hisnyoviz, távírója és vasúti állomása Nagyrőcze.”
A trianoni diktátumig Gömör-Kishont vármegye Nagyrőcei járásához tartozott.
A háború után lakóinak többsége a közeli vasércbányákban dolgozott.

## Népessége
| Év:            | 1994. | 2004.   | 2014.    | 2024.   |
| -------------- | ----- | ------- | -------- | ------- |
| Emberek száma: | 230   | 239     | 274      | 278     |
| Eltérés:       |       | +3,91 % | +14,64 % | +1,45 % |

| Év:            | 2023. | 2024.   |
| -------------- | ----- | ------- |
| Emberek száma: | 275   | 278     |
| Eltérés:       |       | +1,09 % |

1910-ben 841-en, többségében szlovákok lakták, jelentős magyar kisebbséggel.
2001-ben 244 lakosából 233 szlovák volt.
2011-ben 275 lakosából 251 szlovák.

## Nevezetességei
Evangélikus temploma 1786-ban épült klasszicista stílusban.

## Külső hivatkozások
- E-obce.sk Archiválva 2009. november 19-i dátummal a Wayback Machine-ben
- Tourist-channel.sk
- Községinfó
- Turcsok Szlovákia térképén